# Кача (аеродром)
Кача — військовий аеродром на Кримському півострові, розташований в межах міста Севастополь, в північній його частині. З 2014 тут базується 318-й окремий змішаний авіаційний полк Чорноморського флоту РФ, який має на озброєнні літаки Ан-26, Бе-12, а також гелікоптери Ка-27, Ка-29 та Мі-8.

## Історія
Аеродром почав функціонувати в 1912 і продовжує досі. Спочатку створювався для навчання курсантів при офіцерській школі авіації на річці Кача (Севастопольська школа морських льотчиків, майбутнє Качинське вище військове авіаційне училище льотчиків).
В 1950-х на ньому базувались 6-й та 241-й винищувальні авіаполки 4-ї винищувальної авіадивізії.
15 жовтня 1995 318-й Червонопрапорний Констанцький протичовновий авіаційний полк переформується в 318-ту окрему протичовнову авіаційну ескадрилью і перебазується з Донузлаву на аеродром Кача. Але вже у вересні 1996 318-та окрема протичовнова авіаційна ескадрилья зворотно переформується в 318-й окремий змішаний Червонопрапорний Констанський авіаційний полк, що складається з протичовнової авіаційної ескадрильї з літаків Бе-12 і транспортної авіаційної ескадрильї з літаків Ан-26.

### Російсько-українська війна
Аеродром щонайменше двічі був атакований безпілотниками — 5 жовтня 2022 та 20 травня 2023.